# Дамбінов Петро Никифорович

Дамбінів, Петро Никифорович, псевдонім — Солбоне Туя (бур. Солбоной Туяа — 'промінь Венери') (20 лютого 1892, улус Заглік, Іркутська губернія — 12 вересня 1938, табір ГУЛАГ, Іркутська область) — бурятський поет і громадський діяч.

## Біографія
Закінчив Іркутське сільськогосподарське училище в селі Жердівка поблизу Харгани за спеціальністю вчителя та агронома. Представляв бурят у Іркутському земстві. У 1917 році — товариш голови Іркутського відділу Бурнацкому, лідер бурят-монгольської фракції в Установчих зборах, товариш голови Народних зборів Далекосхідної республіки (ДВР). До жовтня 1921 року голова Тимчасового управління Бурят-Монгольської автономної області (Бурмонавтупра).
Редактор першої бурят-монгольської газети в Читі «Голос бурят-монгола» (орган Народно-революційного ЦК бурят-монголів Далекого Сходу).
У ніч на 21 жовтня 1922 року разом з іншими активними соціалістами-революціонерами був заарештований Держполітохороною ДВР і за постановою Особливої наради при МВС республіки висланий в адміністративному порядку до Радянської Росії, де на підставі постанови адміністративної комісії при НКВС з ув'язнення звільнений, але без права в'їзду. На засланні знаходився спочатку в Ярославлі, потім у Москві.
В 1923 опублікував лист в «Правді», де відмовився від есерівського шляху.
З 1924 року жив у Верхньоудинську, працював в Ученому комітеті Бурят-Монгольської АРСР. Перші твори Солбоне Туя написані російською мовою, пізніше писав бурятською. Друкувався в газеті «Бурят-монгольська правда» та в журналі «Соєлин Хубісхал» («Культурна революція»).
З оповідань Солбоне Туя найбільш відомі «Сесег» і «Амгалан-пастух». У своїх творах Дамбінов ставить проблеми емансипації жінок, сім'ї та шлюбу та агітує проти бурятського духовенства. Солбоне Туя — поет перехідної епохи, повністю базується на культурі минулого. Зростання культури та будівництво радянської Бурят-Монголії не знайшли відображення у його творах.
Репресовано під час сталінського терору. Загинув у ГУЛАГу.